# ドゥケティオス
ドゥケティオスまたはドゥケティウス（ギリシア語：Δουκέτιος、ラテン語：Ducetius、- 紀元前440年）はシケル人の指導者で、いくつものシケル人都市が連合したシケル人統一国家を作った。ミネーオ近郊で生まれたと思われる。ドゥケティオスに関する話は、紀元前1世紀のギリシア人の歴史家ディオドロスが記述しているが、これは歴史家ティマエウス（en、紀元前345年 – 紀元前250年頃）の著述に基づいたものである。ドゥケティオスはシケリア（シチリア）生まれであるがギリシア本土で教育を受け、シケリアのギリシア文化に大きな影響を受けていた。

## シケル人の反乱
紀元前5世紀前半のシケリアは、シュラクサイの僭主ゲロンおよびその後を継いだ弟のヒエロン1世が統治していた。紀元前467年にヒエロンが死去すると、シュラクサイには民主政が復活した。しかし、強力な僭主がいなくなったために、問題も起こった。紀元前460年にはシュラクサイとその植民都市であるカタナ（現在のカターニア）戦争が勃発した。カタナはシケル人の土地を占領していたため、ドゥケティオスはシュラクサイを支援し、カタナに勝利した。その後ドゥケティオスはメナイ（現在のミネーオ）を建設し、またモルガンティナを占領した。
紀元前452年までに、ドゥケティオスはシケリア人を統合して、その中枢として現在のパラゴニーア付近にパリケを建設し、その後シケル人の双子の神であるパリキ（en）の神殿を建設した。パリケは急速に発展し、脱走した奴隷もここに逃げ込んだ。ドゥケティオスは続いてエトナ山の南西にあるアエトナを占領し、続いてアクラガス（現在のアグリジェント）に向かった。
同盟関係にあったシュラクサイは、このドゥケティオスの勢力拡大に懸念を覚え始めた。ドゥケティオスはカルタゴとは異なり、シュラクサイに脅威を与える必要は無かった。しかし、アクラガスの防衛拠点であるモティオンが紀元前451年に占領されると、シュラクサイはアクラガスを支援することを決定したが、ドゥケティオスに勝利することはできなかった。この年がドゥケティオスの「シケル帝国」の最盛期であった。翌紀元前450年、ドゥケティオスはノマエで決定的な敗北を喫する。敗残兵は各地のシケル人都市に逃げ散り、ドゥケティオスの元に残ったのは僅かであった。アクラガスはモティオンを奪回し、ドゥケティオスはシュラクサイへ逃げた。そこで政治的には穏健な集会で裁判にかけられた。ドゥケティオスはシュラクサイの母都市であるコリントスへ永久追放されることとなった。

## カレ・アクテの建設
しかしながら、ドゥケティオスはシケリアに戻り、ディオドロスによると、おそらくは神託を受けて紀元前446年にカレ・アクテ（現在のメッシーナ県カロニーア）を建設した。都市にはシケル人とコリントス人が入植した。紀元前440年にドゥケティオスは病死した。
この伝統的な説は、しかしながら、全く疑問が無い訳ではない。ディオドロスは別の説として、ドゥケティオスはその死亡年と同じ紀元前440年にケレ・アクテに入植したと述べている。この説では都市の建設年は不明である。加えて、カローニアのヘレニズム期およびローマ時代の遺跡の最近の発掘から、紀元前5世紀の遺物は僅かであり、紀元前5世紀始めにはシケル人の入植が行われていたことが判明している。おそらくは、ドゥケティオスは恒久的な植民都市が建設される前に死亡したと思われる。彼の死後、ドゥケティオスがシケリアに戻ってから作られたシュラクサイとシケル人の協調関係は崩れ去った。ドゥケティオスの死後直ぐにシケル人はシュラクサイに反乱したが、シケル連合は崩壊しパリケは略奪されて住民は奴隷として売られた。
一部の学者は、ドゥケティオスはシュラクサイの同意無しにシケリアに戻ったとの仮説を述べているが、これは殆ど不可能である。コリントスへの追放を終わらせるためにはシュラクサイの承諾が必要であり、ディオドロスによるとカレ・アクテにはコリントス人も入植している。シュラクサイはおそらくシケル人の潜在的敵対心を拡大させないためにも、シケリア北部に、シケル-ギリシア同盟都市を建設することに興味を持っていたと推定される。